# Elkalyce mureisana
Elkalyce mureisana är en fjärilsart som beskrevs av Matsumura 1949. Elkalyce mureisana ingår i släktet Elkalyce och familjen juvelvingar. Inga underarter finns listade i Catalogue of Life.